# Euosmolejeunea inflata
Euosmolejeunea inflata là một loài Rêu trong họ Lejeuneaceae. Loài này được (Stephani) R.M. Schust. & Kachroo mô tả khoa học đầu tiên.